# コメット連続墜落事故

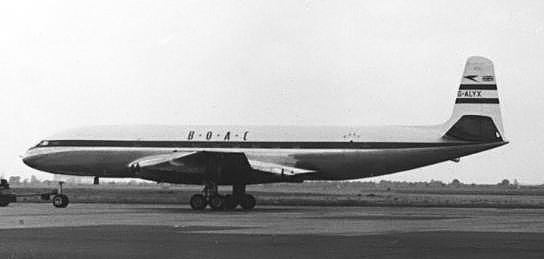
英国海外航空のコメットMk.I

コメット連続墜落事故（コメットれんぞくついらくじこ (de Havilland Comet disasters)）は、1953年から1954年にかけ、世界最初のジェット旅客機であるイギリスのデ・ハビランド社製「コメット」Mk.Iに連続して発生した、構造上の欠陥による航空事故（空中分解）の総称である。
事故原因の調査過程で、最先端の航空機であったコメット機に内在した、当時の航空工学および金属工学の分野で未知の領域にあった重大な欠陥が解明された。
この事故を契機に、故障の拡大を食い止めるフェイルセーフ思想が発展普及し、その後の航空機の安全性を著しく向上させ、かつ航空事故の科学的検証手法の雛形が構築された。航空分野に限らず、技術欠陥の防止や事故検証のあり方において、多くの貴重な教訓を残した重要な歴史的事件とされる。

## デ・ハビランド コメット
デ・ハビランド コメット（この名称の機体としては2代目。形式「DH.106」）は、イギリス政府の商業輸送機に対する国家戦略的見地から、1944年にジェットエンジン搭載の小型郵便輸送機として開発計画が立案された。デ・ハビランドによる実際の開発は1946年に着手、その過程で当初計画から大きく飛躍した全金属製の4発ジェット旅客機となり、試作一号機は1949年7月に初飛行した。
量産型コメットは1951年1月から英国海外航空に順次納入開始され、運行実施のために長期の準備期間を採ったうえで、1952年5月2日、史上初の実用ジェット旅客機として、英国海外航空のロンドン-ヨハネスブルグ便に就航した。所要時間は従前のレシプロ旅客機に比較して半減され、振動の少ないジェットエンジンで高高度飛行を行うため居住性も高められたことで、ジェット旅客機の優位性を広く世に示した。
開発から就航に至る詳細な経緯については、デ・ハビランド DH.106 コメットの頁を参照のこと。

## 離着陸時の事故
世界初のジェット旅客機として就航したコメットは好調な営業成績を上げ、受注も本格化し始めた。しかし、従来のプロペラ機から移行したばかりのパイロットは、後退翼ジェット機特有の挙動に対する知見不足が露呈し、離着陸時の事故も多発した。

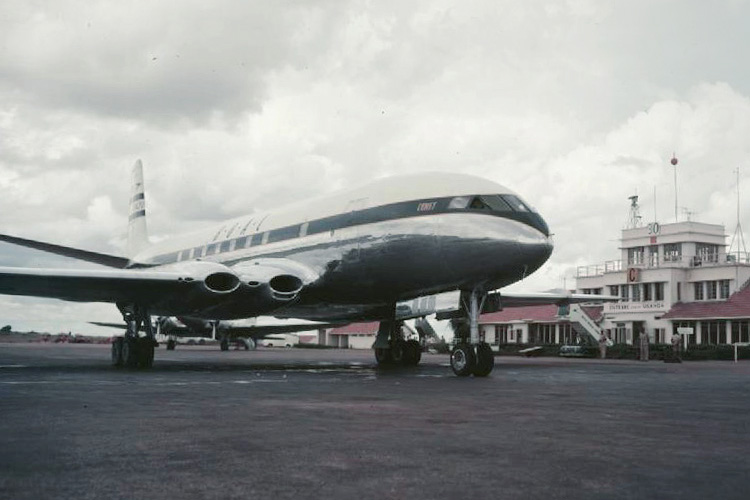
英国海外航空の同型機

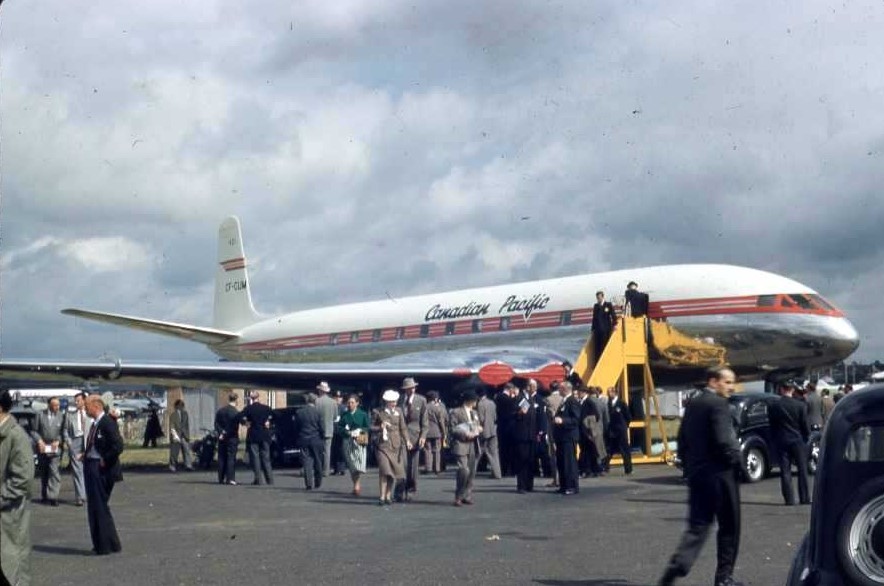
CP Airの同型機

- 1952年10月26日の雨の夕方、ロンドン発ヨハネスブルグ行の BOAC（英国海外航空） コメット9番機（G-ALYZ、Mk.I 最終号機）が、経由地のローマからカイロに向かう際、夜間雨のチャンピーノ空港を離陸滑走中に対気速度75-80ノット (kt) (139 - 148 km/h) の時点で機首が上がり始めた。その後112 kt (207 km/h) で機体の浮揚を感じ降着装置を格納しかけたが、実際には失速速度を超えておらず再接地したため、驚いた機長が離陸断念したものの止まり切れず、滑走路を逸脱し土盛り部分で停止した。主翼から燃料が漏出したが、自動カットオフ装置と自動消火装置が正常に作動して発火には至らず、また胴体の損傷が殆どなく迅速に脱出できたため、乗員乗客43名中、軽傷者2名だけで済んだ。性急な機首上げのために空気抵抗が増大し、最大荷重に近い状態では十分に加速できなかったことが事故原因として指摘された。同機は就航後僅か26日で抹消処分になった。

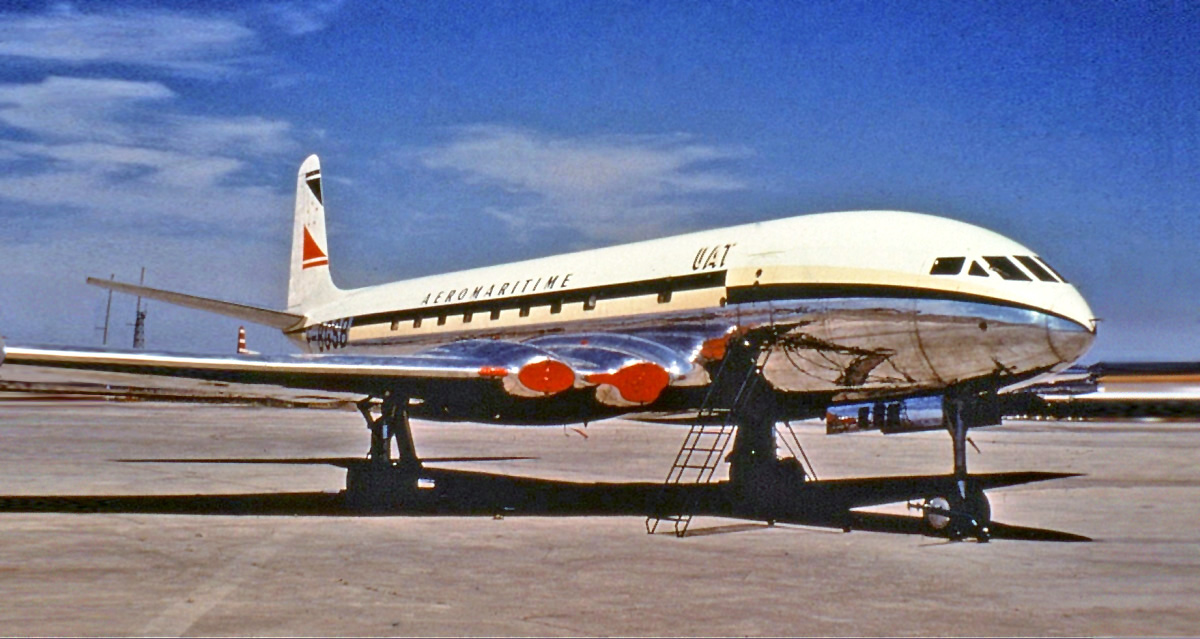
UTAの同型機

- 1953年3月3日、カナダ太平洋航空 (CP Air) へ引き渡しで移動中の Mk.IA 2号機「エンプレス・オブ・ハワイ」(CF-CUN) が、途中カンタス航空へのデモフライトでシドニーに向かうため、パキスタン・カラチのジンナー空港に給油で立ち寄った。現地時間午前3時35分に、次の経由地のビルマのラングーン（現ミャンマーのヤンゴン）に向けて離陸滑走を開始したが、燃料を満載した過荷重状態にも関わらず機首上げを急いだために、エンジンへの空気流量が減少して出力低下したことも重なって、失速速度を超えられなかった。尾部バンパーの接地で過誤に気付いた機長は機首下げ操作を行い、速度は回復したが時既に遅く 2,400m の滑走路端で、その後僅かに浮上したものの、空港外にあった橋梁に主輪が引っ掛かり、川の土手に激突し爆発炎上した。乗員5名と、同乗していたデ・ハビランド社の技術者6名全員が犠牲になった。ジェット機に不慣れな機長が長距離飛行で疲労していたことも一因に挙げられたが、もう 1.5m 上昇していれば遭難は回避できたと見られた。BOAC は代償として自社機 Mk.IA 1号機 G-ANAV を CP Air に譲渡した (CF-CUM)。
- 1953年6月25日、フランスのUTAの Mk.IA （F-BGSC[1]、通算19番機）が、セネガルのダカール空港への着陸進入に失敗して滑走路を逸脱し、外溝に飛び込み車輪をもぎ取られた。各安全装置が正常に作動したため乗員7名乗客10名は全員無事だった。保険が下りたため事故機は現地で放棄された。就航から7週間であった。

何れの事故も操縦ミスが事故原因とされたが、原理的に失速特性に難がある後退翼と、応答性が緩慢なエンジン、アンダーパワーで加速力不足な機体特性、地面効果とが相俟って、離陸時の機首上げが早いと失速からオーバーランを招く傾向がコメットには強いことが改めて指摘された。この難点は開発中から認識されており、試作機では離陸用に補助ロケットエンジンをテストしたこともあったが、出力向上型の軍用「ゴースト」の民生転用が許可されたため、量産機では採用されていなかった。
デ・ハビランド社は主翼前縁を離陸時に失速しにくい形状に変更し、スラット（翼前縁に設ける引込式の揚力増大装置）を新設した。この教訓から、後に開発されたジェット旅客機の殆どはスラットを標準装備するようになったが、高速化目的で敢えてスラットを除外したコンベア CV880は、初期型コメット同様の事故を反復し失敗作に終わっている。
それまで単純なものでしかなかった失速速度も、積載重量と気象条件毎に細かく決められたことに伴い、離陸方法も改訂された。「定められた速度」（満載時 120 kt = 222 km/h）に達するまで前輪を接地させ続けなければならず、その間の機首上げ操作は禁止された。このローテーション速度 (VR) は、その後の総てのジェット旅客機で条件毎にフライトマニュアルで細かく規定され、厳守が求められている。
またコメットに装着されていた、自機の姿勢を示す人工水平儀（ホライズン）は、内蔵ジャイロの精度が従来の劣速なレシプロ機のそれから大きく進歩したものではなく、離陸に失敗した2機のコメットは、何れも夜間だったため地表の対象物が視認できず、機首上げ異常の認識が遅れたと指摘された。そのため、その後の人工水平儀は問題を補えるよう精度向上が図られている。

## 前兆

### 英国海外航空783便墜落事故
1953年5月2日、BOAC 783 便 Mk.I 8号機 G-ALYV はシンガポールからロンドンに向かう途中、経由地のインド・カルカッタ（現コルカタ）のダムダム空港から、次の経由地ニューデリー（現デリー）に向けて夕刻に離陸した。6分後の通信を最後に、強い雷雲に突入して機体が空中分解し、カルカッタの北西約 38km の西ベンガル地方ジャガロゴリ近郊に墜落した。機体は 20km 四方に散乱し、残骸の中には盗難に遭って回収できなかったものもあった。乗員6名乗客37名全員が死亡したものと推定され、商用路線に就航中のジェット旅客機として初の有責死亡事故になった。
インド政府の事故調査では、事故機は高度 10,000 ft (≒3,000 m) から上昇中にダウンバースト（下向きの突風）に遭遇し、この時、高度を維持しようとしたパイロットの修正操作が過大であったため、昇降舵取付部と、主翼に想定を超える捻り応力が加わり、最初に水平尾翼（後縁が昇降舵）と外翼部が脱落し、主翼から激しく出火して、更に主翼の部品が垂直尾翼を直撃して破壊した、との推測が立てられた。
操作過大の誘因として油圧増力式の操縦桿が軽過ぎ、かつ反力が殆ど感じられないため、パイロットが従来の人力操舵機と同様の急操作を誤って行ってしまいやすいことが、パイロットの労働組合から指摘された。それを抑止する人工感覚装置 ("Q-Feel" = artificial feeling device) の開発が急がれたが、実用化は Mk.3 以降になった。
しかし、事故機の機長は卓越した技量を持つベテランで、操縦過誤はあり得ない、という立場から、事故機は積乱雲の中で被雷し、燃料タンク内の気化した燃料が引火して空中爆発に至ったのでは、という異説を唱える専門家もあった。
結局原因は断定されなかったが、このように当時は悪天候説が有力で、コメットに内在していた構造上の欠陥にまでは考えが及ばなかった。しかし現在では、下記の連続空中分解事故の一環として捉える見方が一般的である。
連続事故がスキャンダラスに報道されたこともあって、「ジェット旅客機は時期尚早」という世論が再び高まったため、デ・ハビランド社は同年（1953年）のファーンボロー国際航空ショーにおける試作1号機の引退飛行で、観衆の頭上の超低空でアクロバティックなデモフライトを敢行して、悪評の打ち消しに躍起となった。

## コメット連続墜落事故（1954年）

### 英国海外航空781便墜落事故
1954年1月10日、BOAC のシンガポール発ロンドン行781便（初就航を担った Mk.I 1号機、G-ALYP、フォネティックコード:"ヨーク・ピーター" (Yoke Peter)）は、経由地のローマ・チャンピーノ空港を協定世界時 (UTC) 9時34分（現地時間10時34分）に離陸した。
当時の気象は穏やかで、地中海のエルバ島上空 26,500 ft (8,077 m) を巡航中の781便は、先にチャンピーノを離陸した同僚機の"アーゴノート"（カナディア製DC-4、G-ALHJ、フォネティックコード:"ハウ・ジグ"）であるロンドン行531便に上空の状況を伝えるため、無線交信を開始した。離陸から20分程しか経っていない9時52分 (UTC) 頃、781便の機長が"George How Jig, did you get my..."「531便、そちらにこちらの...」と言い掛けたところで途切れ、破裂音が通信記録として録音された。
事故現場から北西20km先の地点でこの瞬間を目撃した漁民は、爆発音の後バラバラになった残骸が炎や煙に包まれて海上に落下していったと証言した。乗員6名と乗客29名全員が死亡したものと推測された。海上から15名の遺体と衣服、郵便袋などの浮遊していた遺留品が回収された（余談だがこの時の搭載郵便物がクラッシュカバーとして何通か現存している）。
事故機の残骸は水深 150m の海底に沈んでいたが、原因究明のため通称「エルバ島作戦」とよばれる大規模なサルベージがイギリス海軍によって行われ、機体の 65% が回収された。捜索を指揮したルイス・マウントバッテン元帥は、現場周辺の漁民を総動員して謝礼をアメリカドルで支払ったため、軽度の国際問題に発展した(後述)。
本件事故の発生を受けた BOAC はコメット全機の運航を停止し、東京、シンガポール、ヨハネスブルグに駐機していた3機を、郵便物以外空席のまま低空飛行でロンドンに呼び戻した。
当初テロも強く疑われたが、同時期に DC-6 の空中火災が連続発生していたこともあり、デ・ハビランド社は燃料系統と電気系の防護策を中心に60箇所を補強改修し、煙感知器を増設した他、BOAC 全保有機の精密検査を実施したものの、特に異常を発見できなかった。
そのため BOAC は操縦員の訓練飛行を再開し、3月12日からは改修済の Mk.I 7号機 (G-ALYW) を用いたテストの結果、約2か月後の3月23日には航空安全委員会から耐空証明が再発行された。だが781便事故の真の原因は解明されぬままであった。
耐空証明再発行によるコメット運航再開からわずか2週間ほどのち、同じ地中海のイタリア沖で再び同様の事故が発生した。

### 南アフリカ航空201便墜落事故
1954年4月8日、BOAC から南アフリカ航空にリースされていた Mk.I 9号機（G-ALYY、"ヨーク・ヨーク" (Yoke Yoke)）は、ロンドン発ローマ・カイロ経由ヨハネスブルグ行き南アフリカ航空201便として運用されていた。
201便は前日にローマから出発する予定であったが、出発前点検で"G-ALYY"翼上パネルのボルト30本に緩みが見つかり、更に燃料系統にもトラブルを生じたため、修繕作業で出発を見合わせていたのである。
定刻から25時間遅れの18時32分 (UTC)、201便はローマのチャンピーノ空港を離陸しカイロに向かった。19時05分にカイロの航空管制塔に「カイロへの到着時間は21時02分」と報告したのが、201便の最後の通信になった。
G-ALYY はその直後の19時07分頃、ナポリ南東のストロンボリ島付近50km沖合のティレニア海上空高度 35,000 ft (10,700 m) を巡航中に空中爆発し、乗員（全て南アフリカ国籍）7名と乗客14名の21名全員が行方不明になった。通信途絶直後より航空管制官が201便に何度も連絡を試みたが、無応答が続いたため遭難したと見做された。この時の無線通信を傍受していたドイツのラジオ局によって、事故の速報が世界中に伝えられた。
事故機の飛行時間は2,704時間で、1952年の製造から2年しか経過しておらず、飛行回数も僅か900回程度であった。
翌日から BOAC のアンバサダー旅客機や、英海軍の空母イーグルと駆逐艦ダーリンなどの船舶、並びにアベンジャー哨戒機による捜索が行われたが、漂流中の幾許かの残骸と5名の遺体を収容しただけに終わった。その後、犠牲者1名の遺体が海岸に漂着した。また墜落現場の水深は1,000m近くもあり、サルベージは断念された。
G-ALYP と G-ALYY の連続事故で、コメット自体に重大な問題があることは最早明白になった。英政府は事故翌日の4月9日中にコメットの耐空証明を再び取り消した。世界中で運用されていたコメットは与圧システムを作動させずに再び本国へ召還回送され、二度と路線に復帰することはなかった。

## 事故原因の調査
事故調査は、当時のイギリス首相ウィンストン・チャーチルが費用や人員の投入を惜しまぬ徹底解明を指示したことから、RAE（ロイヤル・エアクラフト・エスタブリッシュメント、英国王立航空研究所）や英国軍の協力の下、国家を挙げての全力の調査として行われることになった。

### 犠牲者の検死
2つの事故とも、事故機に搭乗していた全員の遺体を収容することはできなかったが、収容された犠牲者の法医学による検死は、事故発生時の状況について重要な証言をすることになった。
犠牲者の遺体はいずれも激しく損傷していたが、爆発物が機内で炸裂した場合に受けるであろう金属片は検出されなかった。そのため、事故当初一部で唱えられた航空テロの可能性は否定された。
次に犠牲者の遺体には肺気腫や肺の出血と血栓があるほか、頭蓋骨に損傷がないのに鼓膜が破れていた。これらの症状は、急減圧に見舞われた人体特有のものであった。そのため、搭乗者は客室の与圧が突如失われる事態に遭遇した事に相違ない、と断定された。

### 機体捜索

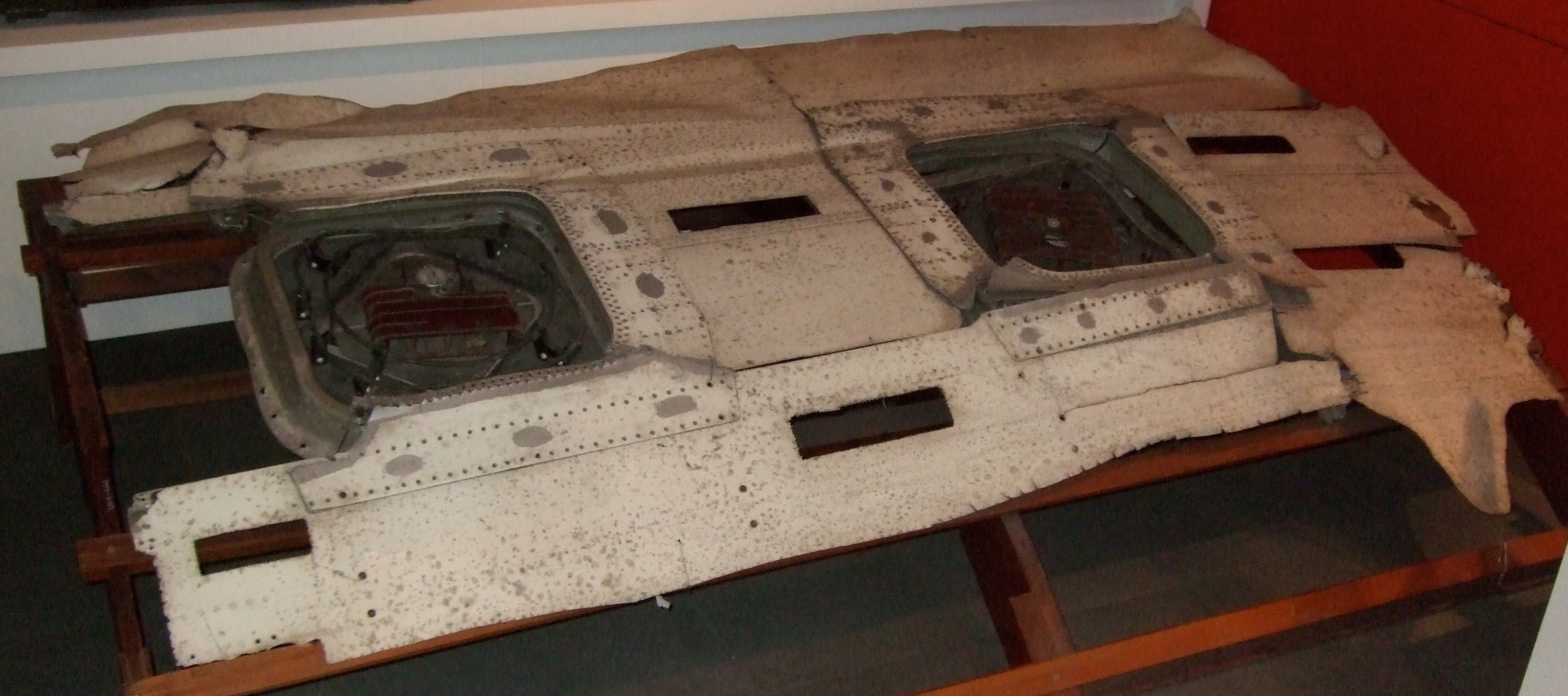
サルベージされた機体の破片

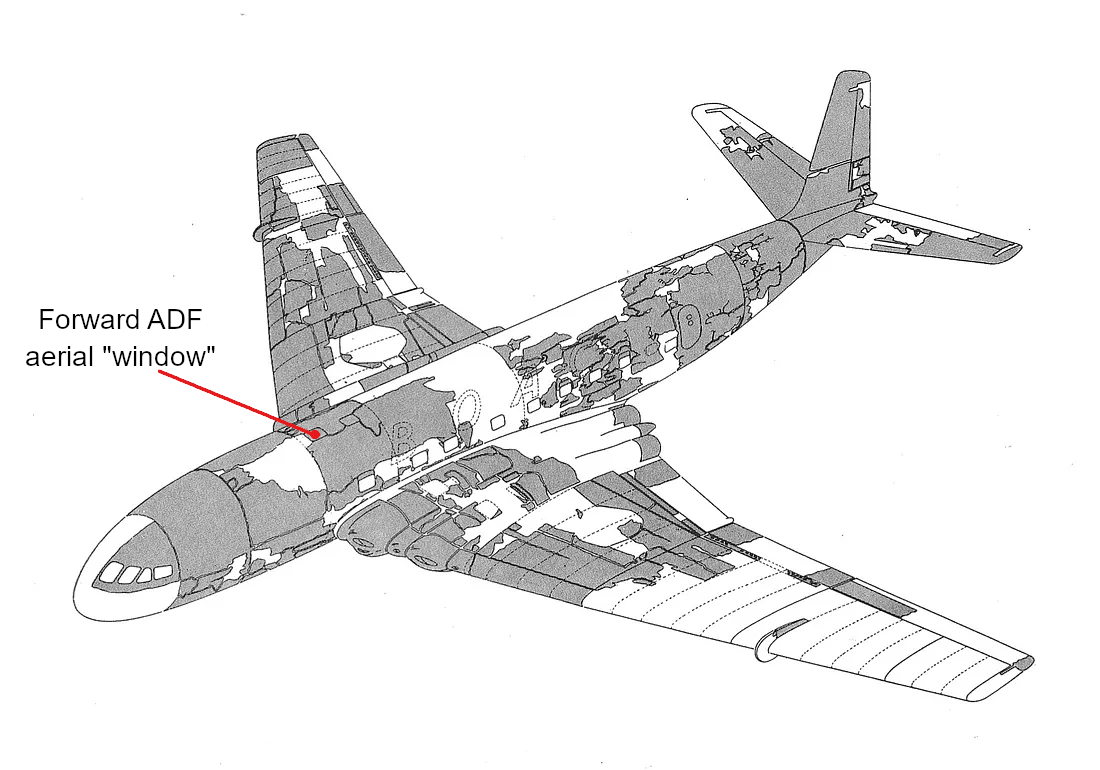
G-ALYPの回収箇所とADFアンテナの位置

前述のように、南アフリカ航空201便はサルベージが技術的に不可能であるため、既に行われていたBOAC781便（機体記号G-ALYP）のサルベージに全力を注ぐことになった。
機体の残骸引き上げ作業には、イギリス海軍の潜水夫が動員されたが、当時の技術では水深100mが限界であったため、それ以上の海底に沈んだ残骸を網でさらうために、イタリアの民間トロール船もチャーターされた。このチャーター料もアメリカドルの現金払いとなり、事故調査官は闇ドルを現金払いするという二重のリスクを冒して、請負人に直接支払ったという。当時の固定通貨相場で絶大な価値のあった米ドルでの現金払いは、イタリア側の請負人にとっては望外の有利な取引であったが、イタリア政府を通さない違法行為であり、物的にも外交的にも様々なトラブルの原因になりかねなかった。コメットの残骸探索のために手段を選ばなかったイギリス当局の切実さがうかがわれる。
捜索範囲は19km四方に広がっていたが、ソナーを使用して海底を探査し、音波の反応があった箇所にマーカーブイを投下し、後に水中カメラなどによって正体が確かめられた。また、コメットが空中分解した時にどのように機体が落下するかを調査するため、模型を気球で持ち上げて空中で部品をバラバラにする実験を行うなどし、捜索範囲を絞り込んだ。
引き上げられた残骸は、エルバ島のポルト・アッズッロで錆びないように真水で洗浄したうえで、調査と鑑別が行われ、イギリスのファーンボロにあるRAEの格納庫に送られた。そこで、残骸は用意された実物大のコメットの木枠に貼り付けられて機体形状の再現が行われた。このようなパズルのような再現作業もまた世界初の試みであった。
これによって、機体破壊は胴体中央部、胴体後部、機首、主翼の順に起きたと考えられるようになった。これは、尾部と胴体後部に激しく金属が当たった痕跡があったうえ、機内にあった絨毯が付いていたためであった。また、左主翼に胴体に塗られていた青色の塗料が付着しており、主翼が胴体に繋がっていた時に胴体左側外壁が激しく衝突したと推測された。そのため、当初事故原因として疑われていた、燃料系統が爆発して高速回転中のジェットエンジンのブレードが破断し、その破片が客室に直撃して墜落した、という可能性は否定された。
コメットの多くの残骸は次々と回収されていったが、8月12日に回収されたADF（自動方向探知器）アンテナがあった胴体天井外壁の残骸は、事故原因を追求する上で最も重要なものとなった（後述）。

### 金属疲労
以上のことから、一連のコメット墜落事故は燃料の爆発やテロによるものではなく、針で刺された風船が破裂したのと同様の、与圧機体の内外気圧差による爆発的な空中分解が起きたことが基本原因である、と推測された。
しかし、英国海外航空781便の事故の際に、考えられる限りの対策を行なったにもかかわらず、南アフリカ航空201便で再度の空中分解に至った原因は不明のままだった。そのため、一部には「事故は未確認飛行物体ないし未知の飛行生物に衝突したのだ」とする、突拍子もない主張すらあったという。
RAEでは、与圧客室の内圧による金属疲労による破壊の可能性を指摘していた。与圧による荷重が、それまでのレシプロないしターボプロップ式与圧旅客機では、運用差圧は大きくても0.4気圧であったのに対し、コメットでは高空飛行を考慮して、0.58気圧と大きく設定されていたからである。
0.58気圧という差圧において、1平方メートルあたりの面積にかかる圧力は6トンにも及ぶ。つまり、毎日運航される旅客機においては、1飛行ごとに6トンの圧力がかけられ、緩められることの繰り返しという状態になるのである。また、飛行機の主要な構造材料であるアルミニウム合金は、自動車や船に多用される鋼と比較すると、部品の取付孔などの切り欠きや作業時の傷などに敏感に反応し、疲労強度が低下するという欠点がある。
もちろん、コメットの設計者がその点を見落としていたわけではない。0.58気圧という運用差圧に対し、安全率として1.5倍、金属疲労を考慮した割増係数1.33をかけた1.995倍の安全率、即ち2倍程度の安全率で設計していた。現実に、機首部分を使用して強度試験を行なった際には、特に有害な変形を生じることはなく、試験の結果からは、飛行ごとに金属疲労が繰り返されたとしても、5万4000回までは耐えられるものと推定していた。この数値は通常の2倍の圧力をかけた耐久試験で、およそ1万8000回で亀裂が出来たことを根拠にしていた。
これに対して、英国海外航空781便に使用されていた機体（機体記号G-ALYP）は1290回、南アフリカ航空201便に使用されていた機体（機体記号G-ALYY）に至っては、わずか900回しか飛行していなかった。このため、RAEの技術者らが金属疲労による破壊を力説しても、やや説得力に欠けていた。
「原因不明」のままでは推論も机上の空論でしかありえない。そこでRAEでは、コメット1機が完全に入るような水槽を作り、英国海外航空で運用されていた実機を廃用した疲労試験を行うことになった。現在でこそ常識となっているこの疲労試験であるが、当時としては前例のない大規模な試験であった。

### 疲労試験

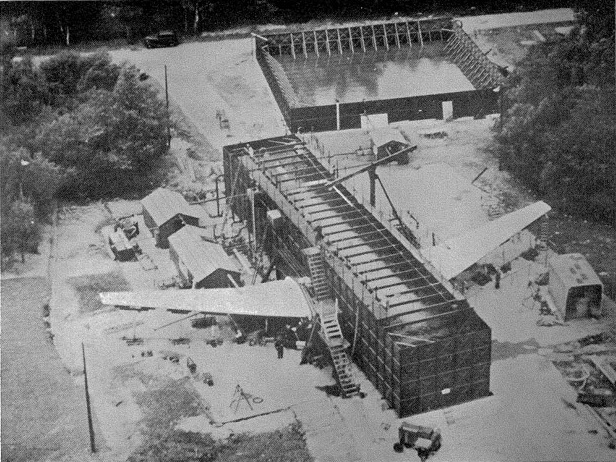
加圧試験の様子

1954年4月、ファーンボロのRAE構内にコメットの機体が収まる巨大な水槽（幅7メートル・長さ34メートル・深さ5メートル）の建設が始まり、5月29日に完成した。6月初めから、事故機と同型であるコメットの実機（機体番号G-ALYU）を、エンジンと内装を全て取り外し、両翼を突き出す形でその水槽に沈め、加圧試験が開始された。この水槽は発想からわずか3週間で設置されたもので、従来行われていた圧搾空気による加圧試験よりも安全であり、かつ効率がよかったという。
水槽内・機内にも水を満たし、水を増減して加圧・減圧することで、1回の飛行で加わる荷重を再現することになった。疲労寿命は荷重の大きさと回数で決まり、荷重がかかる速度には影響しないため、試験設備では3時間の飛行に相当する荷重を、10分（水を5分おきに増減）で再現可能なように設計されたが、それでも1日150回程度の再現が限界であった。また当時はこの種の再現試験を自動的に制御・記録するコンピュータの類が存在せず、監視係や作業員を交代しながら、24時間毎日連続して試験が続けられた。
最長で5ヶ月かかる見込みだったが、試験開始後2週間半が経過した1954年6月24日、1830回目の加圧において、G-ALYUの機体客室窓の隅から亀裂が発生した。この亀裂は、急速に前後方向に進み、前後のフレーム（構造部材）に達すると、今度は上下方向、即ち、機体を輪切りにする方向へと進んでいった。
機体番号G-ALYUは試験前に1230回の飛行を行なっていたため、累計で3060回の飛行回数の後に致命的な亀裂が発生したことになるが、これは5万4000回までは耐えられるという予測とは大きくかけ離れた、短い疲労寿命であった。これほどまでに短い寿命であれば、南アフリカ航空201便（機体記号G-ALYY）が飛行回数900回で空中分解しても、もはや誤差の範疇であり、不思議ではないといえる。
試験開始前、メーカーの設計者や技術者は、この試験によってコメットの安全性が改めて証明されるとさえ考えていた。しかし、実験結果は開発時点の試験と大きくかけ離れたコメットの金属疲労の速さを明らかにしてしまった。しかも8月12日に回収された、機体記号G-ALYPの残骸のうち、胴体天井にあったADFアンテナ取り付けのための開口部の隅の亀裂（クラック）に、実際に疲労破壊の痕跡が発見されたことで、事故原因はやはり金属疲労による破壊の可能性が非常に高くなり、楽観的な事前予測は完全に打ち砕かれた。
なお、インドで空中分解した英国海外航空783便（G-ALYV）のコメット機についても金属疲労によって墜落したとの指摘があり、一連のコメット機の構造欠陥による墜落事故は「3回であった」とする場合もある。しかしながら、金属疲労の可能性で事故調査が行われなかったことや、悪天候と機体欠陥が複合した可能性もあるため、推測の域を出ることは無かった。このことから、以後の航空事故の調査ではあらゆる可能性も検討されるようになった。

## 事故調査報告
1954年10月に2件のコメット墜落事故の法的審問が開始され、1955年2月に事故は機体欠陥による金属疲労が原因とする事故調査報告が発表された。ここにコメット1は、欠陥機であったと宣告されたのである。
全てのコメット1は永久飛行停止を宣言され、英国海外航空で運用されていたコメット1は各種の試験が行われた後に廃棄処分になった。また、フランスで運用されていたコメット1も、パリのル・ブルジェ空港に集められた上で耐圧改修がなされたが、1960年代ごろに解体された。

### 内圧試験の盲点
コメットの疲労寿命はデ・ハビランドの設計当初の予測と大きくかけ離れていたという結果となったが、その大きな乖離原因はどこにあったかということが、大きな問題となった。
そこで、開発当初に行なった試験の内容から見直しを行うことになった。当初の試験では実機同様の試験素材を使って、まず約2倍の安全率を持っていることを確認、その後に疲労試験を行なっていたが、一連の事故後の調査で、この試験手順自体に問題があったことが発覚した。
強度検査の最初の段階で大きな荷重を加えると、開口部の隅のように応力の集中する部分の材料が伸びて塑性変形し、その後は亀裂が発生しにくくなることが判明した。このため、その後に疲労試験を繰り返し行なったとしても、亀裂が発生しにくいために疲労寿命が長くなってしまう事実が明らかになったのである。
金属構造設計や冶金技術が進歩した現在では、これは当然の既知事象と考えられているが、当時はその事象は誰にも指摘されておらず、むしろこの調査によって、初めて知られることになったものであった。
また、内圧試験とともに同じ試験素材で耐圧試験をしていたことが、見掛け以上に疲労強度を大きくしていたことも判明した。開発当初試験では、内部に0.56気圧を付加する1000回の内圧試験ごとに、倍の1.12気圧を外から加圧する1回の耐圧試験を行っていた。そのため内圧試験によって内部から生じていた亀裂（クラック）が、外からの圧力によって内周が塑性変形し、外周から箍（たが）をはめられるように（紙を丸めたものが輪ゴムをはめられた事で押さえられるように）なることで、亀裂を押しつぶしていたのである。
また、実機G-ALYUに対する1954年6月の加圧試験においても、耐圧試験を1度実施していた。そのため、耐圧試験を全く行っていなかった場合、G-ALYUの機体疲労寿命はさらに減少しており、実際の試験結果よりさらに早い時期に金属疲労による破壊が起きたはずと推測された。それは2機の事故機が、共に1000回前後の飛行で疲労破壊を発生させたことと符合するものであった。
結果として、地上における胴体の内圧疲労試験によって計算された疲労寿命は、試験中に行われる耐圧試験の効果で極めて長くなり、実機の疲労寿命を安全側に予測できていない（むしろ疲労寿命に至る期間の過大評価に繋がってしまった）ことが明らかになった。
コメット以後の航空機開発では、デ・ハビランド社のような部分構造ではなく、完全な機体を2機製作した上で、1機は静強度試験に供し、もう1機は与圧の繰返しを含めた耐久性評価試験に供して、破壊強度特性を評価することとなった。この手法はボーイング社のボーイング707や日本航空機製造のYS-11など、後続の与圧構造を用いる多くの航空機開発において採用されている。

### 金属素材の盲点
航空機の材料としてアルミニウム合金が使用されるようになったのは、1920年代からと早かったが、当時の航空機は鋼管などでフレームを構築し、その外部に木材や防水布を張る原始的構造が普通であったため、アルミ合金採用は強度計算の容易な金属製骨材や外装部材への部分採用に留まっていた。
胴体や翼の金属製外皮全体に応力を分担させる、機体全体を一体の強度構造とした、近代的な全金属製モノコック構造を採用した航空機が広まったのは、1930年代前期頃からであった。
モノコック構造は以後数年のうちに航空機の機体構造における標準技術となったが、まもなく世界は第二次世界大戦に突入し、航空機は消耗品として扱われるようになっていったため、長期的な金属疲労に関する技術の進歩は望めなかった。しかし、金属疲労は磨耗、腐食と並んで金属素材の最大の欠点であるため、長期使用においては避けて通れない問題であった。
民間輸送機で旅客の居住性を改善する機内与圧については、既に1930年代末期のボーイング307型旅客機が実用水準に達していたが、当時のレシプロ旅客機の巡航高度は4,000m程度であり、与圧しても機外との大気差圧は大きくなかった。
コメット同様の高高度飛行に対応した与圧については、戦略的な見地から第二次大戦中のB-29 爆撃機によって実現されていたが、それらは機体構造に精通した乗員のみを搭乗させて戦闘行為に当たる軍用機で、与圧による大気圧差もさほど高くはなかった。また爆撃機の乗員は大型でも10名足らずで、必要な与圧部分は機首操縦室や機体後尾等の搭乗位置のみに限られ、機体の大部分を占めて主翼にも接続する爆弾倉部分の胴体は、通常、与圧なしで内外気圧差はない。従って爆撃機の場合も、与圧による機体への負担は、胴体のほぼ全体を与圧する民間輸送機のコメットほどは大きくなかった。
しかも爆撃機は、機体構造に欠陥があって墜落したとしても、戦時には戦闘による喪失と欠陥を区別することは難しかった。そして平時にはその運用性質上、同じ機体が毎日のように飛行するわけでもなく、地上待機時間が長くなるため、滞空時間・飛行回数によるトラブルはそれだけ生じにくくなった。
そのため、コメットのように、高度の昇降に伴う機体全体への与圧と減圧が毎日のように反復される旅客機には、設計者の想定以上に金属材料への応力がかかっていた。結果として、設計強度が不足する事になり、金属疲労による悲劇的な運命を図らずも与えていたといえる。

### 未知の領域
以上のことから理解されるように、コメットはそれまでとは全く異なる環境で使用される航空機であり、航空技術においても未知の領域に踏み込んでいた航空機であった。そのため、メーカーであるデ・ハビランドに対しては、危険予知は不可能であったとして、法的制裁はなされなかった。
しかしながら、連続事故によるイメージダウンと設計やり直しによる長期の運航停止によって、ビジネス的には大きなダメージを被ることになり、デ・ハビランドだけでなくイギリスの航空機業界全体が、それまで蓄積してきた世界的優位性を失うことになった。
その一方で、コメットの事故調査によって判明した事故原因に関する真実は、世界の航空機に対する安全のための知識の蓄積に寄与したといえる。

## 原因に対する対策
- 対策として、航空機の耐疲労設計と疲労強度確認試験が大きく見直されることとなった。この見直しの中で、フェイルセーフという当時としては画期的な設計思想が生み出された。即ち、一部の部材が破壊されても、残りの部材によって飛行を続け、着陸まで飛行を続けられるような設計である。この概念は、近年では損傷許容設計という概念へ発展している。
- コメット1の外壁材（外皮）の厚さは1/16 インチ（約1.6 mm）という極薄なものであった。これはエンジンの推力が不足気味だったため、究極の軽量化策として採用されたが、結果として金属疲労を生じさせる一因となった。そのため、改良型のコメット4では胴体の外壁材の厚みは増やされた。
- コメットの事故後、全ての旅客機は、実物の1機によって試験を行ない、耐用時間に対して十分に安全な寿命が確保されているか、フェイルセーフが確保されていることを証明しなくては、公共の空を飛ぶことは出来ないこととされた。
- また、コメットの場合は客室窓などの開口部に角（かど）があり、その箇所に応力が集中するために亀裂を発生しやすいという結果も出ていた。このような開口部はDC-3などのレシプロ機に多く、展望性が良いことから広く用いられていたが、これらの機体では非与圧のため問題は起きなかったに過ぎなかった。このため、コメット以後に開発された航空機においては、開口部に角を付ける事が絶対の禁忌とされるようになった。現在、高空を飛行するほとんどの飛行機の窓の隅が丸くなっているのは、これが理由である。コメットも以後製作された改善型機体の窓は円形になっており、コメットの機首と尾翼の部分の設計を流用して開発されたフランスのシュド・カラベル（1955年初飛行）は、開口部の窓は丸みを付けた三角形（おむすび型）を採用した。
- 金属疲労の制御は可能であるが、金属素材にある不純物や、衝撃によって生じるクラックの根絶は不可能である。そのため目視や超音波によるメンテナンス（探傷検査。非破壊検査を参照）を行うこととした。また致命的な破壊を招く恐れがある場合には部材そのものの交換も実施されるようになった。

これらの対策は、コメットだけにとどまらず、その後の航空の安全に大きく寄与することとなった。そのため、コメットの一連の事故は旅客機の安全性を向上させたといえる。

## その後のコメット

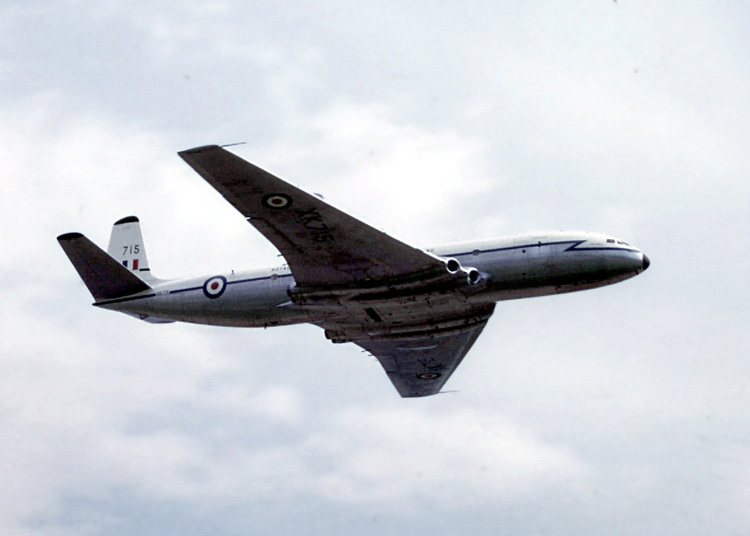
イギリス空軍のコメット2（1972年撮影）

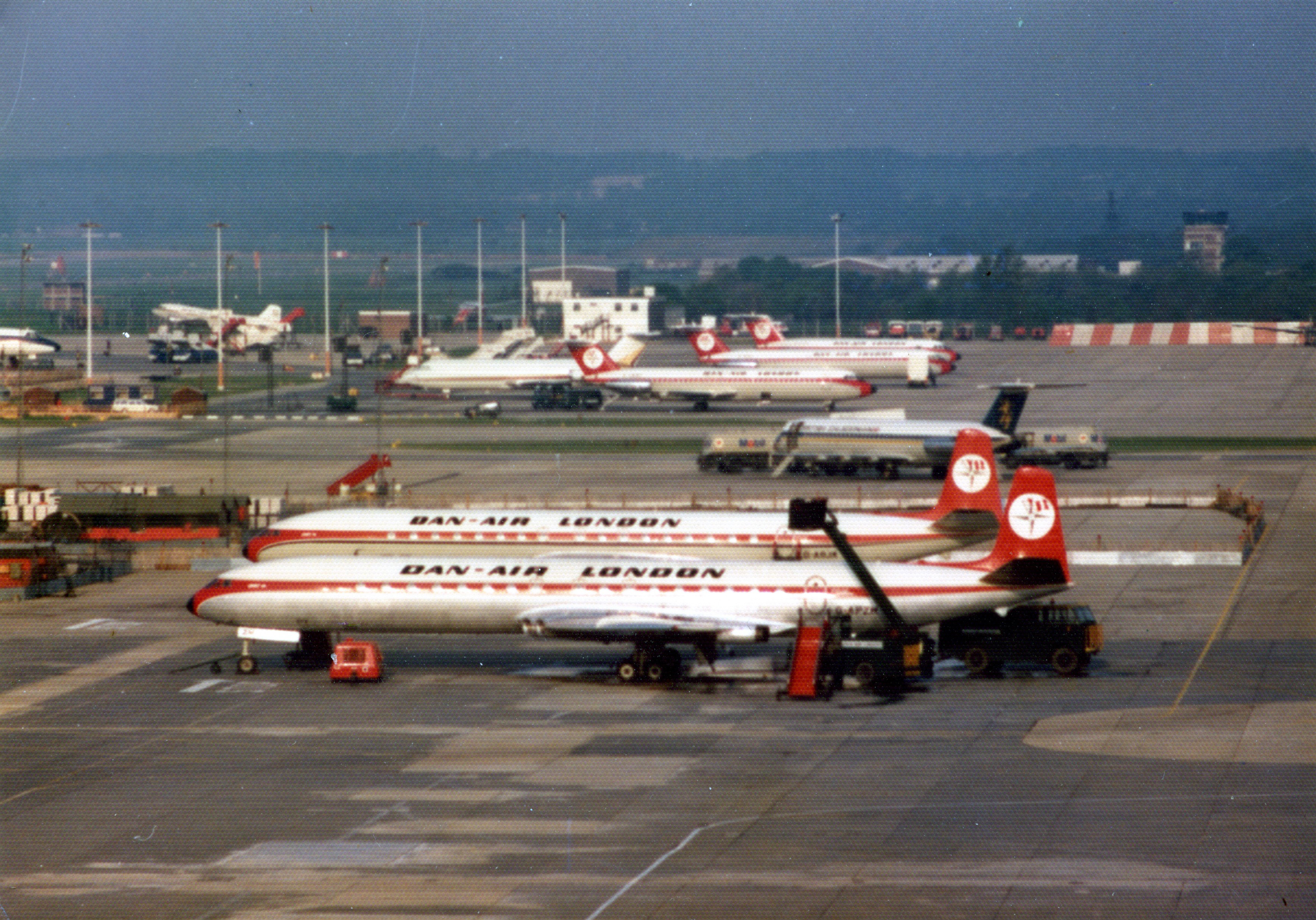
ダンエアのコメット4（1976年撮影）

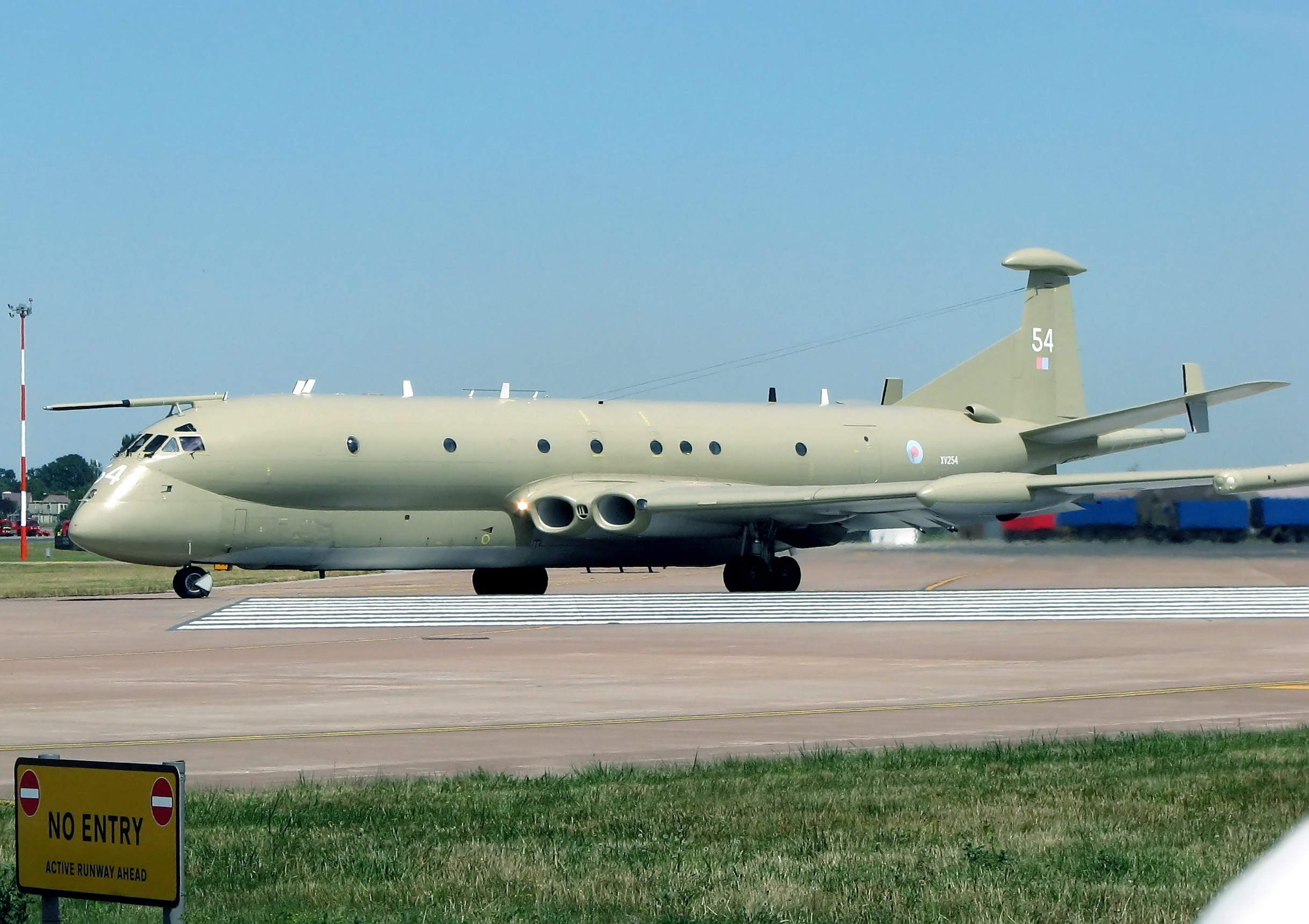
ニムロッド対潜哨戒機（2006年撮影）

初期生産型のコメット1は引退したが、事故当時製作中だった改良型のコメット2は、胴体の外壁が強化されるなどの改造を受けて量産型13機が完成した。しかし連続事故によって評価は失墜しており、日本航空やパンアメリカン航空などの世界各国の航空会社からの全ての発注が取り消されたため、イギリス政府が軍用輸送機として引き取った。また大西洋横断飛行が可能な機体として開発中だったコメット3も発注がなくなったため、1機だけ生産された原型機は主にロールス・ロイス社のジェットエンジンの試験機（フライング・テストベッド）として運用された。
改良型コメットは安全対策に加え、機体ストレッチで収容力を原型に倍する80名級に増大したコメット4（コメット3の改良型、ロールスロイス「エイヴォン (Avon)」ジェットエンジン搭載）として再デビューし、1958年10月4日に世界で最初に大西洋を無着陸で横断する英国海外航空の定期航空路（ロンドン - ニューヨーク）に就航した初めてのジェット旅客機になった。
しかし事故によって失墜した信頼の回復はなお難しかったうえに、4年間のブランクの間にボーイング707やダグラス DC-8、コンベア880といった、より高速で性能が高く、搭載乗客数が100名以上もあるアメリカ製ジェット旅客機がデビューしていたため、世界の航空会社の需要はそちらに流れてコメットの受注は伸びず、1964年にコメット4の生産は79機で終了した。
コメットにはジェットエンジンをロールスロイス「コンウェイ」に換装し、座席を増加させたコメット5の開発計画もあったが、発注がなかったため実現せず、コメットシリーズは全タイプ115機の生産で消滅した。コメットはイギリス以外ではアルゼンチン航空やアラブ連合航空（現在のエジプト航空）などで少数が運用されただけで、世界のジェット旅客機の主流とはならなかった。コメットの商業的耐用年数が過ぎたため、徐々に退役してゆき、コメットが最後の定期航空路線から引退したのはダンエアが運航していたG-SDIW機で1980年11月9日（その後も機体登録は残っていたようだが、結局商業路線に復帰しなかった）であった。
デ・ハビランド社は一連の事故によって業績が悪化し、1959年に同じイギリスの航空機メーカーのホーカー・シドレー社（現在のBAEシステムズ）に吸収合併され消滅した。
一方、コメットはイギリス空軍やカナダ空軍で軍用輸送機として長年運用されていた。1964年にはイギリス空軍が運用していた対潜哨戒機 アブロ シャクルトンの後継機としてコメット4型を母体にしたニムロッドが開発された。もっとも、この機体は胴体下部を拡張したり、兵装スペースを設け、機首をレーダーの収納のために延長するなどしたため、コメットから受け継いだ特徴は主翼根元に埋め込まれたエンジン（ロールスロイス「スペイ」ターボファンエンジンに換装）だけであり、ほとんど別機のようになっている。なお、機体の信頼性が高いため21世紀に入ってから大型化し性能向上型のニムロッドMRA4（ロールスロイス「BR700」搭載）という新型機の量産計画があったが、40億ポンドの予算を投じて数機が製造中であったものの、経費削減のため開発が中止され、機体は廃棄された。コメットは旅客機としては不遇であったが、その末裔の軍用機は半世紀以上たっても空を飛んでいた。

## 備考
- 日本航空も1952年10月にコメット2を2機（43号機と44号機）購入する契約をしたが、1955年7月に上記の事故のために早期の入手が不可能になったため契約解除している。日本の航空会社でイギリス製ジェット旅客機を購入しようとしたはじめての契約であったが、その後イギリス製のジェット旅客機を日本の航空会社が運航したことはない。
- 英国海外航空はコメット4を19機購入したが、コメットの信頼性が低下し乗客離れが起きていた上、より大型で高速の航空機を導入する必要があったことやビッカースVC-10の開発遅延のため、ボーイング707-420（ボーイング707-320をベースにエンジンをロールスロイス「コンウェイ」ターボファンエンジンに換装したもの）を15機購入した。しかし、イギリスの国産機であるコメットの敗北が我慢ならなかったためか、広告上ではエンジンメーカーのロールスロイスに由来する「ロールスロイス707」と一時期称していた。
- 英国海外航空のコメットには愛称は付けられていなかったが、機体記号末尾2文字を当時のフォネティックコードで呼ばれていた。エルバ島沖に墜落したG-ALYPはYPで「ヨーク・ピーター」、ストロンボリ沖で墜落したG-ALYYは「ヨーク・ヨーク」、そして水槽に入れられ一生を終えたG-ALYUは「ヨーク・アンクル」と呼ばれており、コメット事故の記事で用いられている。
- コメットの連続事故に先立つ存在として、第一線の航空機設計者でもあるイギリスの小説家ネヴィル・シュートが著したベストセラー小説に、コメット事故によく似た経過をたどる『ノーハイウェー』（1948年発表）があった。これはイギリス製のレインディアー機（架空機）が水平尾翼の振動からの金属疲労によって、飛行時間1393時間で墜落する物語であり、1951年に『ノーハイウェー・イン・ザ・スカイ』（ヘンリー・コスター監督、ジェームズ・ステュアート主演。日本未公開）のタイトルで映画化された。空中分解説を実証するために実験装置を作るなど後に行われた事故調査を彷彿とさせる描写があるという（詳細は当該記事英語版を参照のこと）。

## 関連作品
- ドキュメンタリー『衝撃の瞬間』第4シリーズ第8回『コメット墜落の謎』（ナショナル・ジオグラフィック）
  - この回では、イギリスの航空冶金学者が現代科学を活用して事故を50年ぶりに再検証し、当時の検証結果は正しかったと結論付けている。